# Siergiej Richter
Siergiej Richter (hebr. ‏סרגיי ריכטר‎, ros. Сергей Рихтер; ur. 23 kwietnia 1989) – izraelski strzelec specjalizujący się w strzelaniu z karabinu, mistrz Europy, złoty i brązowy medalista igrzysk europejskich, uczestnik Letnich Igrzysk Olimpijskich 2012 i Letnich Igrzysk Olimpijskich 2016.

## Igrzyska olimpijskie
W 2012 roku na igrzyskach olimpijskich w Londynie zajął dziewiąte miejsce w karabinie pneumatycznym, tracąc jeden punkt do miejsca dającego awans do finału. Cztery lata później w Rio de Janeiro w tej samej konkurencji zajął czternastą pozycję, a w zawodach karabinu w pozycji leżącej z odległości 50 metrów był piętnasty.
| Igrzyska | Miejscowość    | Konkurencja                                 | Kwalifikacje | Kwalifikacje | Finał                  | Finał                  |
| Igrzyska | Miejscowość    | Konkurencja                                 | Wynik        | Pozycja      | Wynik                  | Pozycja                |
| -------- | -------------- | ------------------------------------------- | ------------ | ------------ | ---------------------- | ---------------------- |
| IO 2012  | Londyn         | Karabin pneumatyczny, 10 m                  | 595          | 9.           | Nie zakwalifikował się | Nie zakwalifikował się |
| IO 2012  | Londyn         | Karabin małokalibrowy, pozycja leżąca, 50 m | 587          | 44.          | Nie zakwalifikował się | Nie zakwalifikował się |
| IO 2016  | Rio de Janeiro | Karabin pneumatyczny, 10 m                  | 623,8        | 14.          | Nie zakwalifikował się | Nie zakwalifikował się |
| IO 2016  | Rio de Janeiro | Karabin małokalibrowy, pozycja leżąca, 50 m | 622,6        | 15.          | Nie zakwalifikował się | Nie zakwalifikował się |